# Меркурий-Редстоун-4
Меркурий-Редстоун-4 — второй пилотируемый суборбитальный полёт США. Астронавт Вирджил Гриссом в ходе шестнадцатиминутного суборбитального полёта по программе «Меркурий» пилотировал космический корабль Liberty Bell 7. Тем самым он стал вторым американцем в космосе. NSSDC ID — MERCR4.

## Устройство корабля
У космического корабля № 11 был новый люк, отстреливаемый пироболтами. Это позволяло астронавту быстро покидать космический корабль в случае чрезвычайной ситуации. Медики — работники поисково-спасательных служб, находясь снаружи могли его удалить, дёрнув за внешний вытяжной шнур. В то время существовали стандартные катапультируемые кресла, используемые в военных самолётах, но в этом варианте корабля Меркурий пилот должен был самостоятельно вылезти из капсулы или воспользоваться помощью специалистов службы спасения. Это было трудной и долгой процедурой. Извлечение травмированного или потерявшего сознание астронавта через главный люк было почти невозможно. Этот специальный люк был затянут 70 болтами и покрыт несколькими слоями различных видов защиты космического корабля, все это очень замедляло процесс открытия люка.

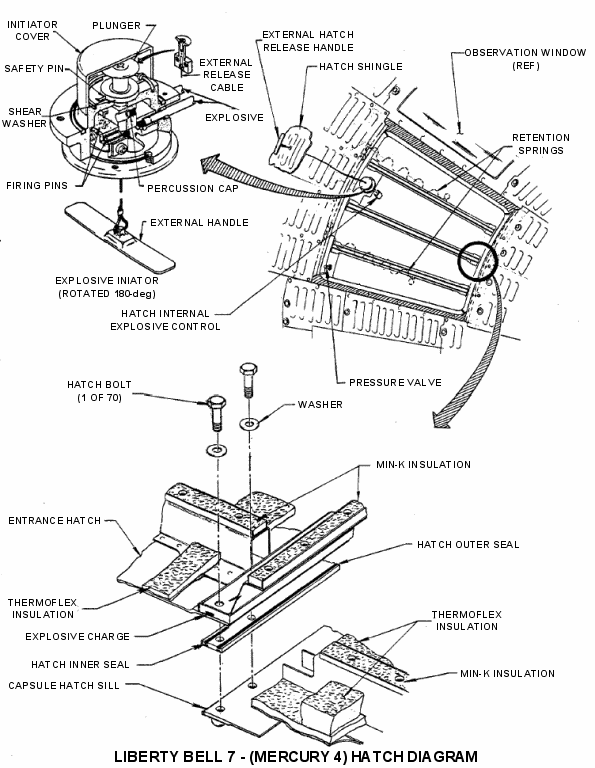
Люк MR-4 (NASA).

Инженеры Макдоннелла предложили два различных варианта люка (его быстрого удаления) космического корабля Меркурий. Один «быстрый люк с замком», использовался при полёте шимпанзе Хэма на Меркурий-Редстоун-2 и в полёте Шепарда на Меркурий-Редстоун-3. Во втором варианте люк отстреливался взрывом. «Быстрый люк с замком» весил 31 кг, что было слишком много для орбитальной версии космического корабля. Вариант «отстреливающегося люка» использовал 70 оригинальных болтов. Через каждую четверть дюйма (6,35 мм) в болте из титана было сделано отверстие диаметром 1,5 мм, которое создавало слабое место. Небольшой взрывной заряд (MDF) был установлен в зазоре по окружности между внутренней поверхностью люка и внешней поверхностью корабля. Когда происходил взрыв (MDF), болты разрушались в слабом месте.
Было два варианта активации «отстреливающегося люка» после приземления. На внутренней части люка была установлена кнопка. Пилот мог удалить предохранитель и нажать на кнопку с силой 5-6 фунт-сил (25 Н), активировав тем самым заряд, происходило разрушение болтов, а люк отлетал в сторону. Если предохранитель оставить на месте, потребовалось бы усилие 40 фунт-сил (180 Н). С внешней стороны спасатель мог открыть люк, удаляя вытяжной шнур. «Отстреливающийся люк» весил всего 10 кг.
Другим новшеством было окно трапециевидной формы, которое заменило два 250-миллиметровых иллюминатора. Многослойные стёкла для окна были изготовлены нью-йоркской фирмой «Corning Glass Works». Внешнее стекло было толщиной 8,9 мм из тугоплавкого стекла Vycor. Оно могло противостоять температурам 816—982 °C. Внутреннее стекло было трёхслойным. Средний слой был толщиной 4,3 мм — из стекла Vycor, а внешние слои — простое стекло. Этот новый пакет был прочен и выдерживал высокое давление, как и любая часть космического корабля.
В ручные средства управления МР-4 добавили новую систему управления — стабилизацию по горизонту. Управление ориентацией осуществлялось небольшими поворотами ручки управления. Раньше было необходимо включение маршевого двигателя, что влекло за собой большой расход топлива. Теперь это было более просто и легко, экономило топливо и корабль был постоянно правильно ориентирован.
Перед полётом МР-4 специалисты из Научно-исследовательского центра Льюиса и инженеры из Рабочей группы решили перенести ускорители последней ступени ракеты-носителя на космический корабль, что увеличивало тягу на 78 %. Они включались после отделения космического корабля от ракеты-носителя, получался бы эффект «пугача». Благодаря этой технологии космический корабль отделялся бы со скоростью 8,6 м/с, а не 4,6 м/с.
Были изменены кольца зажима адаптера ракеты-носителя и добавлена поролоновая подкладка в ложемент астронавта. Использовалась дополнительная пена, чтобы уменьшить тряску пилота на этапе выведения. В космическом корабле была переставлена приборная панель, чтобы обеспечить лучший обзор астронавту.

## Подготовка полёта
В январе 1961 года основным пилотом корабля был назначен астронавт Вирджил Гриссом, дублёром — Джон Гленн. 8 июня 1961 года ракета-носитель Редстоун MRLV-8 достигла Мыса Канаверал. Все было готово к 15 июля 1961 года. Кроме того, 15 июля 1961 года Гриссом объявил, что назовёт свой корабль Меркурий-4 — «Колокол Свободы 7». Гриссом сказал, что это имя подходило для колоколообразного космического корабля. Он также сказал, что имя было синонимично со «свободой». Как дань настоящему Колоколу Свободы, на космическом корабле нарисовали «трещину».
Миссия Меркурий-4 была запланирована как повторение полёта Меркурий-3. Корабль должен был достигнуть апогея 187 км. Запланированная дальность полёта составляла 481 км. Гриссом испытал бы максимальное ускорение 62 м/с² и ускорение при торможении 107 м/с².
Запуск «Колокола Свободы 7» был запланирован на 16 июля. Из-за непогоды запуск дважды отложен. 19 июля 1961 Гриссом был на борту «Колокола Свободы 7», когда полёт опять был отложен из-за погоды, до старта оставалось всего 10 минут 30 секунд.
Утром 21 июля 1961 года, Гриссом занял место в «Колоколе Свободы 7» в 8:58 UTC, за ним были закручены 70 болтов люка. За 45 минут до запуска обслуживающий техник обнаружил, что один из болтов люка болтается. Старт был отложен на 30 минут, в течение которых специалисты из Макдоннелла, NASA и инженеры Рабочей группы пришли к выводу, что 69 болтов должны удержать люк на месте. Болтающийся болт не был заменён. «Колокол Свободы 7» стартовал в 12:20:36 UTC 21 июля 1961 года.

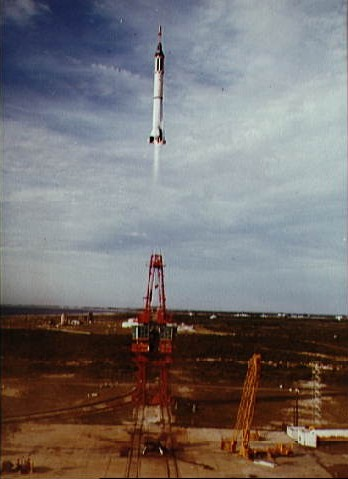
Старт MR-4. 21 июля 1961 года.

## Старт

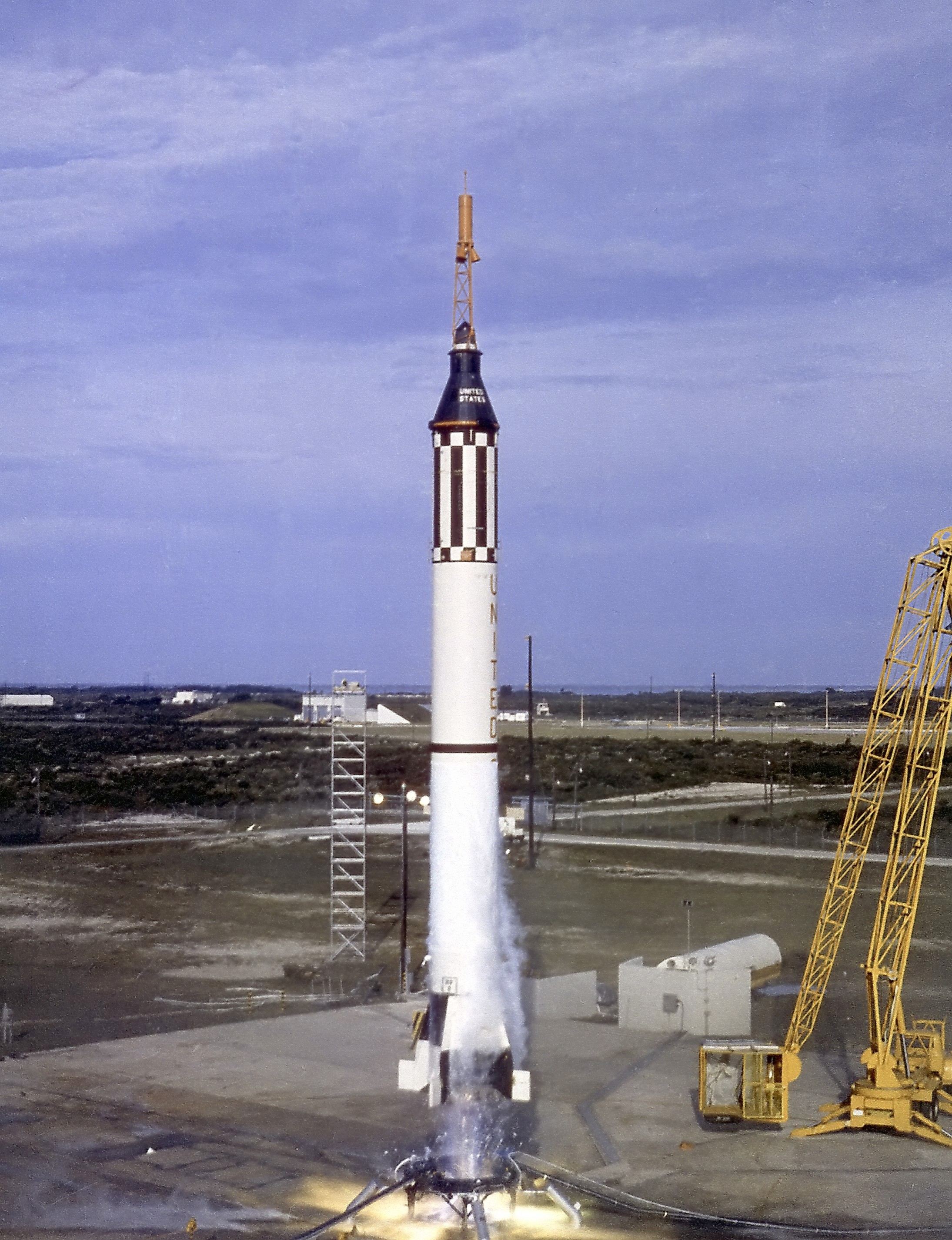
Старт МР-4.

Гриссом после полёта признался, что был «немного испуган» в момент отрыва ракеты от стартового стола, но с увеличением ускорения понял, что все идёт нормально. Слыша рев двигателей, он подумал о том, что время течёт медленно. Как и Шепард, он был поражён плавным набором скорости, но в течение какого-то времени он ощущал серьёзные колебания. Они не были достаточно сильны, чтобы влиять на его зрение. Давление в каюте Гриссома приблизительно на высоте 8,2 км было нормальным, система жизнеобеспечения работала в штатном режиме. В капсуле и скафандре температура была приблизительно 14 и 36 °C соответственно, было довольно комфортно. Наблюдая за показаниями аппаратуры, он следил за работой двигателей Редстоуна. Гриссом видел, что все работает штатно, ракета отклонялась от вертикали со скоростью приблизительно 1 градус в секунду.
При ускорении 29 м/с² Гриссом заметил внезапное изменение в цвете горизонта — от голубого к чёрному. Его внимание привлек шум ракеты — произошёл отстрел ступени, все шло по графику. Пилот почувствовал разделение и увидел через окно уходящую вправо ракету с шлейфом дыма. Через 2 минуты 22 секунды после старта двигатели Редстоуна Rocketdyne отделились, разогнав корабль до скорости 1 969 м/с. Гриссома сильно подбросило при переходе от большого ускорения к нулевому. После тренировок на центрифуге ему был известен этот эффект, но на мгновение он растерялся. Редстоун был виден ещё 10 секунд после разделения, а ускорители продолжали разгонять корабль, освободившийся от отработавшей ступени. Во время свободного полёта корабль вращался и Гриссом смотрел в окно, но больше не видел свою ракету-носитель.

## Полёт

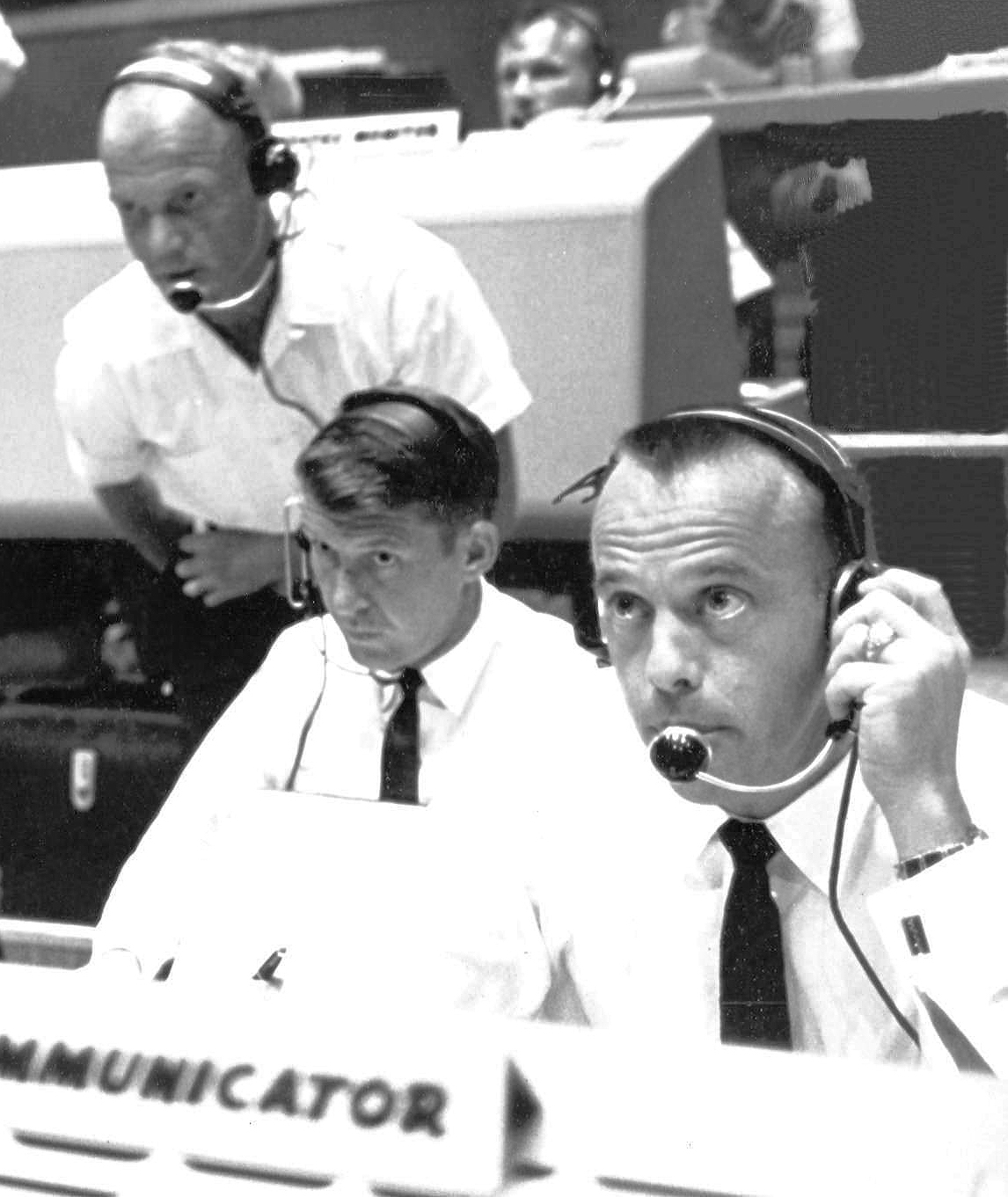
Шепард в ЦУПе.

Впервые, благодаря обстоятельствам, лётчик реактивного самолёта ВВС стал космическим пилотом, управляя кораблём в ручном режиме. Возможность постоянно поглядывать в окно заставила астронавта сконцентрироваться на трудных задачах управления. Он сообщил Шепарду в ЦУП, что обозревает горизонт Земли как дугу в 1 300 километров и на расстояние до 1 000 километров, и что вид был захватывающим. В следующую секунду датчики аппаратуры отвлекли его от этого зрелища. Он неохотно
вернулся к датчику горизонта и ручке управления, Гриссом подал двигателю команду — на поворот в нужном направлении, но корабль проскочил нужное положение. Он ручкой управления подал новый импульс на поворот в обратном направлении, но корабль опять повернулся на больший угол, чем он ожидал. Когда надлежащая ориентация была достигнута, оказалось, что время, отведённое на манёвры давно закончилось, таким образом он не следил за движением корабля в целом. Гриссом счёл ручные средства управления очень вялыми, не такими, как были во время тренировок. Тогда он переключился на новую систему управления и нашёл её более удобной, но при большем потреблении топлива.
После манёвров Гриссом отклонился от курса и просто стал смотреть на Землю из своего окна. Сквозь облака, в дымке и на большом расстоянии виднелась поверхность Земли, но пилот не смог идентифицировать местность (позже оказалось, что это была западная Флорида). Внезапно Гриссом ясно увидел Мыс Канаверал и удивился этому — расстояние было 240 километров. Он видел Мерритт-Айленд, Банана-Ривер, Индиан-Ривер, и большую взлётно-посадочную полосу аэропорта. К югу от Мыса Канаверал он увидел Уэст-Палм-Бич.

## Спуск

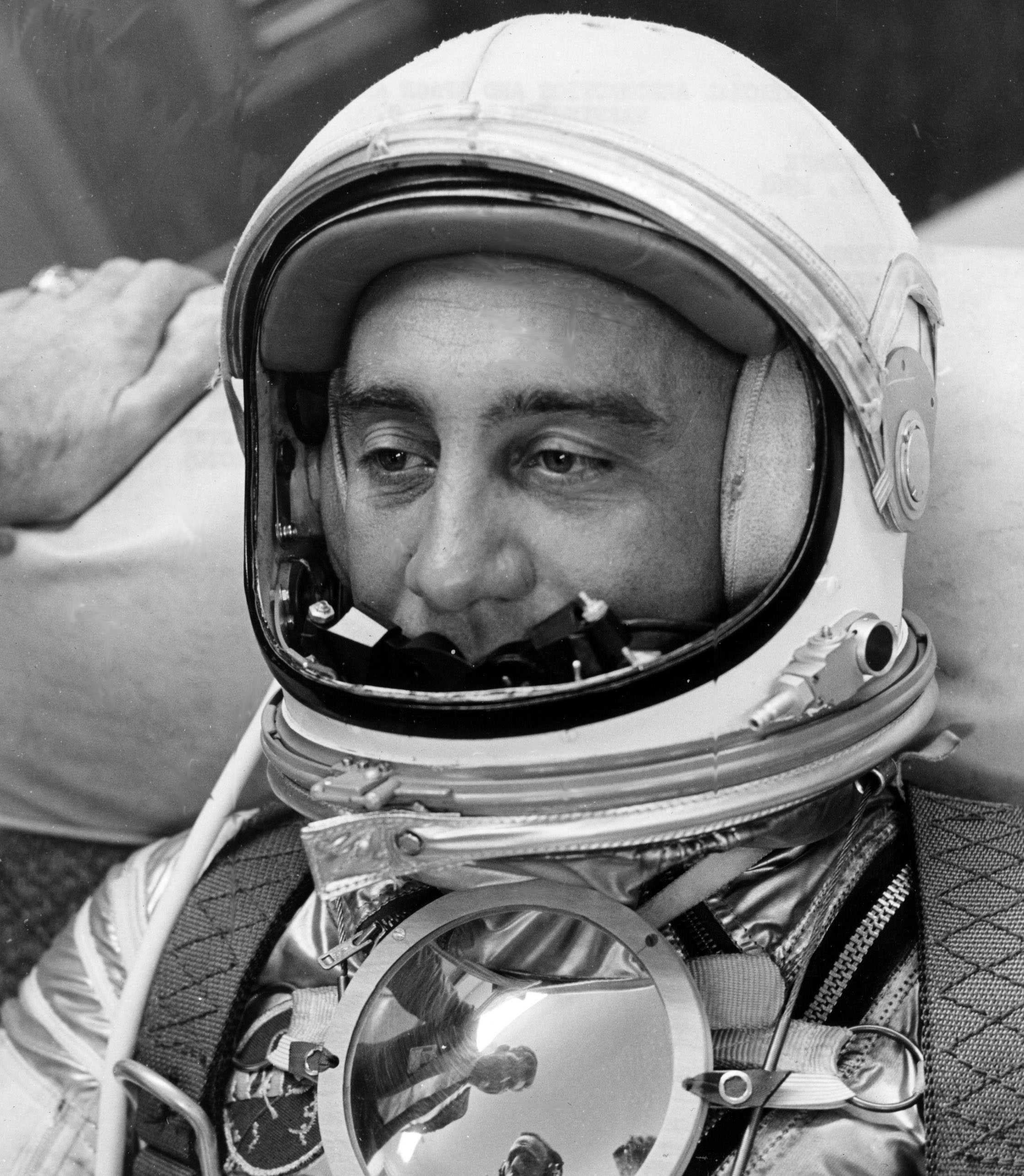
В. Гриссом.

При спуске, на высоте 190,32 км нужно было сориентировать космический корабль днищем вниз. Гриссом начал выполнять последовательность операций при спуске — космический корабль шёл по дуге вниз. Его пульс достиг 171 удара в минуту. Астронавта резко вжало в ложемент, и в окно он увидел два улетающих отстреленных двигателя.
Пилот сориентировал космический корабль в 14 градусов от вертикали и решил полюбоваться звёздами. Вместо этого яркий солнечный свет заполнил его каюту, мешая читать надписи на панели управления, сделанные синим цветом. Гриссом чувствовал лёгкое торможение — 0,5 м/с² и видел яркие вспышки. Возвращение не представило проблемы. Гриссом пока не чувствовал болтанки, которая возникает при увеличении торможения, но отслеживал её по индикаторам. Тем временем он продолжал сообщать в ЦУП о количестве топлива, скорости торможения и другие данные. Перегрузка и огонь прекратились приблизительно на высоте 20 км — «Колокол Свободы 7» входил в атмосферу.
Тормозной парашют раскрылся штатно — на высоте 6,4 км. Гриссом потом рассказал, что видел раскрытие парашюта и почувствовал небольшую перегрузку. Раскрытие главного парашюта произошло на высоте 3,7 км, при штатной высоте — 3 400 м. Наблюдая за раскрытием главного купола, Гриссом увидел в нём 6 (150-миллиметровых) L-образных дырок и ещё 2 (50-миллиметровых) прокола. Хотя он волновался о них, отверстия не стали причиной быстрого снижения, которое скоро замедлилось до 8,5 м/с. Слив остатки топлива, пилот начал передавать свои приветствия.

## Приводнение

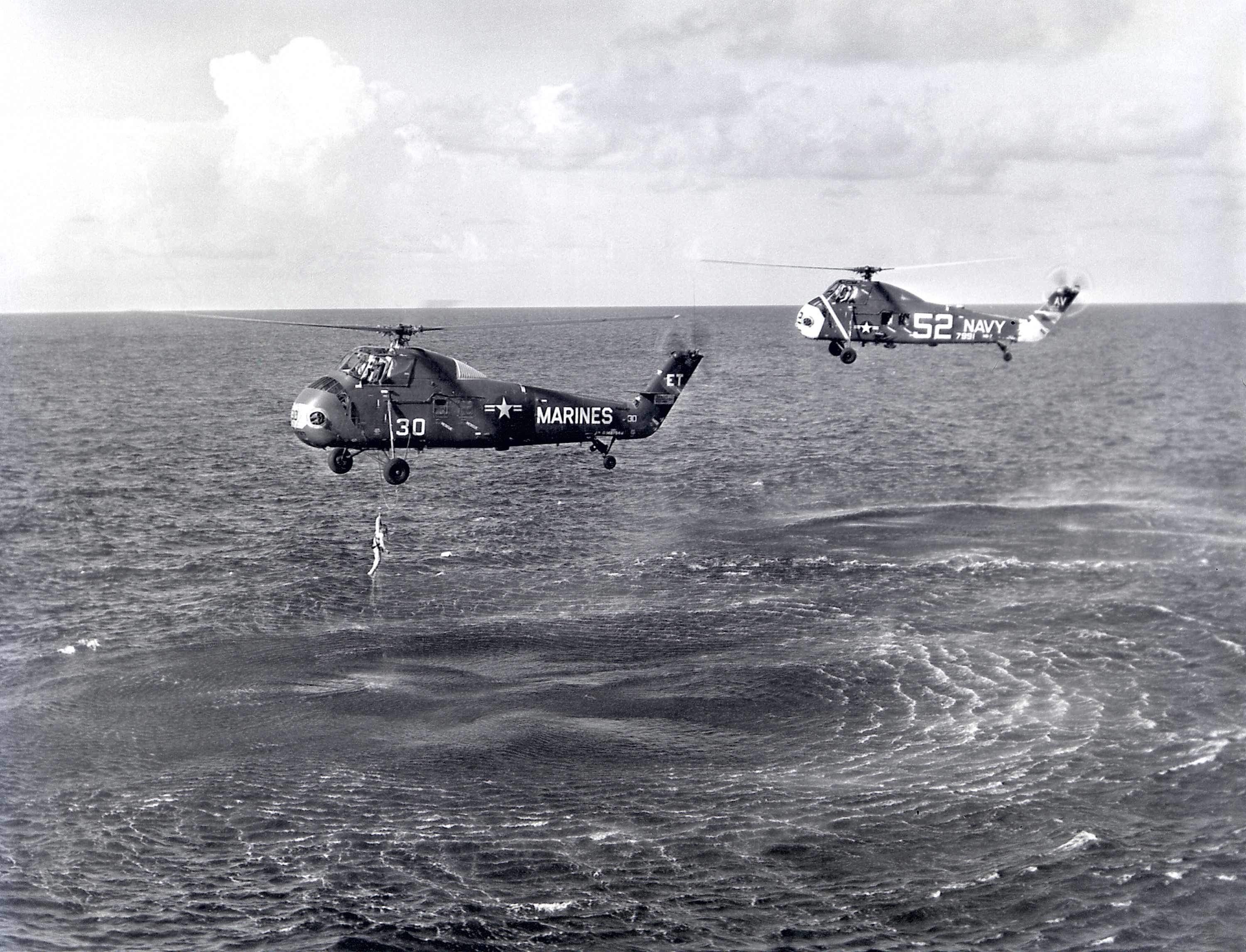
Два вертолёта.

«Плотный удар» подтвердил, что капсула приводнилась. Гриссом отсоединил кислородный шланг и открыл щиток гермошлема, но сознательно оставил шланг вентиляции скафандра подсоединённым. Удар был более умеренным, чем он ожидал, но космический корабль лежал на левой стороне. Астронавт через окно смотрел в воду. Космический корабль постепенно выправлялся, окно оказалось над водой. Гриссом выбросил за борт запасной парашют и активировал спасательный радиосигнал. «Колокол Свободы 7» остался на плаву, но имел сильный крен.
Готовясь к приземлению, он отсоединил гермошлем и был готов покинуть капсулу. Шлем не поддавался, но Гриссом «открутил» его от скафандра и стал думать о том, как быстрее выбраться из космического корабля. Вертолёты Поисковой службы, которые взлетели во время запуска и визуально следили за следами инверсии ракеты и спуском парашютов, находились на расстоянии приблизительно 3,2 км от места приводнения. Лейтенант Джеймс Л. Льюис, пилот основного вертолёта Поиска, радировал Гриссому и спросил, готов ли он к погрузке. Гриссом попросил подождать пять минут, в это время он делал записи данных в кабине. Делать записи в перчатках скафандра было неудобно и долго, и несколько раз вентиляция скафандра вздувала пузырь на груди астронавта, пилот просто просовывал палец между шеей и облачением, выпуская воздух.

## Открытие люка
Закончив записи данных, Гриссом попросил, чтобы вертолёты начали делать заход для захвата капсулы. Он удалил предохранитель из детонатора взрывателя люка и откинулся на ложемент. «Я лежал там, занимаясь своими делами» рассказывал он позже, «когда вдруг произошел глухой взрыв». Крышку люка снесло и солёная вода со свистом хлынула в космический корабль. «Колокол Свободы 7» начал набирать воду и быстро погружаться.

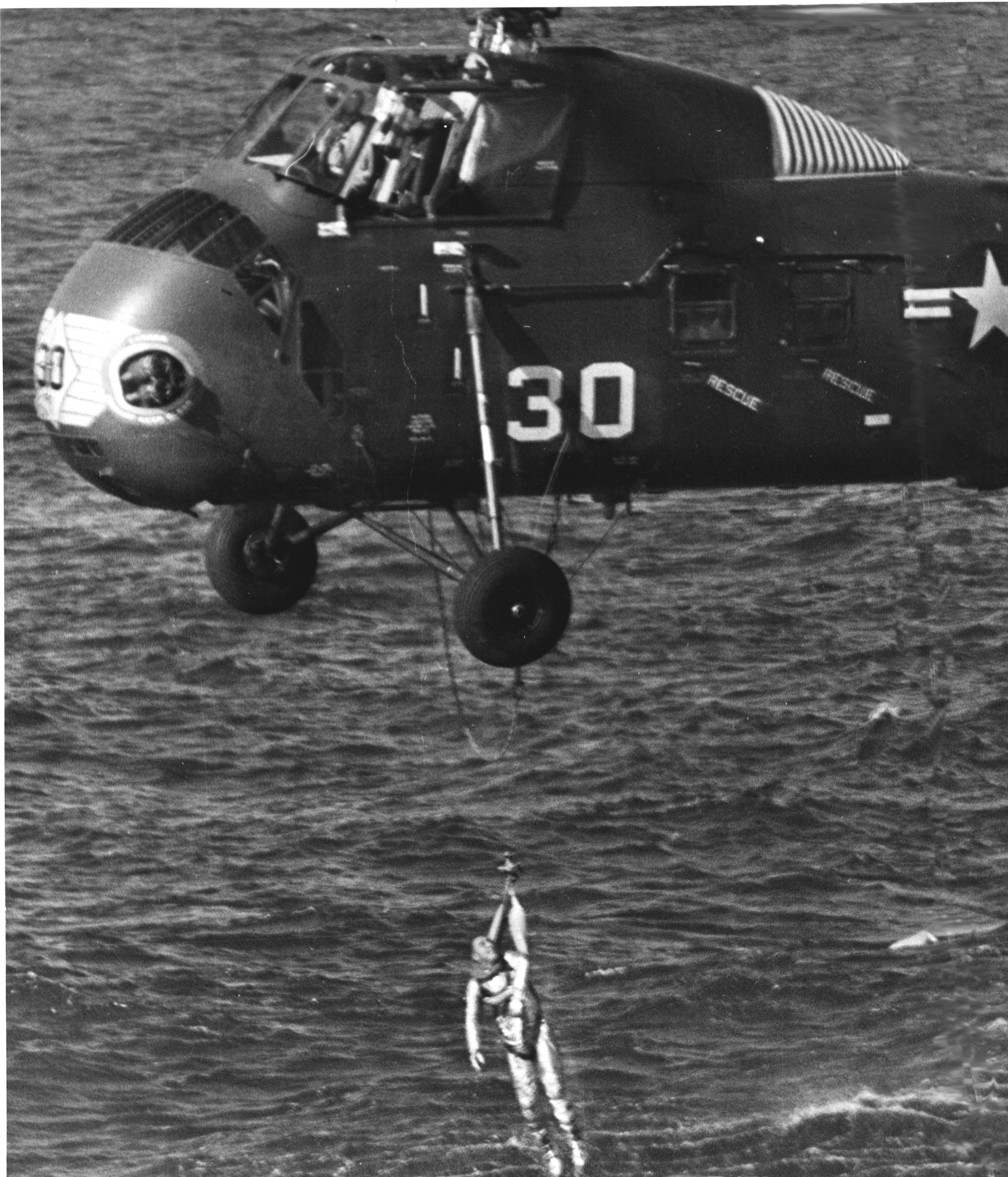
Гриссом в безопасности.

Гриссом с трудом вспомнил свои действия в этой ситуации. Он скинул шлем, правой рукой схватил приборную панель и полез к хлюпающему люку. Плавая в море, он был рад, что заранее расстегнул на себе ремни безопасности, включая крепления на груди, иначе он, возможно, не успел бы вылезти из спускаемого аппарата.
Лейтенант Джон Райнхард, второй пилот самого близкого вертолёта Поисковой группы, рассказывал позже, что вертолёты делали свой заключительный заход над капсулой. Он готовился к захвату космического корабля, как вдруг увидел, что люк отлетел, ударился о воду на расстоянии приблизительно 1,5 м. Затем он увидел голову Гриссома, астронавт стал вылезать из корабля и отплыл в сторону. Не обращая внимания на плавающего астронавта, Льюис подлетел к погружающемуся космическому кораблю. Райнхард быстро срезал высокочастотную антенну с «Колокола Свободы 7», подобрался к верху космического корабля и продел крюк через эвакуационную петлю капсулы. Чтобы помочь Райнхарду, Льюис снизил вертолёт практически до уровня воды. К этому времени «Колокол Свободы 7» уже скрылся под водой.
Райнхард переключился на подъём плавающего астронавта, но в этот момент пилот Льюис отметил, что на приборной панели загорелась лампочка датчика, указывающая, что засорился масляный фильтр в маслосборнике. Это могло привести к перегреву и отказу двигателя. Льюис предложил Райнхарду отказаться от подъёма капсулы над водой и вызвал второй вертолёт для спасения астронавта. Тем временем Гриссом заметил, что основной вертолёт испытывает затруднения с поднятием затопленного космического корабля. Он поплыл к космическому кораблю, чтобы чем-нибудь помочь, и увидел, что капсула надежно закреплена. Астронавт стал искать трос для поднятия на борт, но вертолёт стал удаляться.
Внезапно Гриссом отметил, что он постепенно погружается в воду. Все то время, что он был в воде, в районе шеи из скафандра выходил воздух. Чем больше воздуха он терял, тем меньше была его плавучесть. Кроме того, он забыл закрыть свой входной клапан, через него скафандр стал наполняться водой. Плавание становилось все более затруднительным, и теперь в ожидании второго вертолёта, он начал осознавать опасность своего положения. Качаясь на волнах, Гриссом, сердитый, искал пловцов с вертолётов, которые могли бы ему помочь удержаться на плаву. Тут он заметил знакомое лицо — Джорджа Кокса — на борту подлетающего вертолёта. Кокс был вторым пилотом, встречал и шимпанзе Хэма и Алана Шепарда в предыдущих полётах Меркурия. У Гриссома уже только голова оставалась над водой, он встретился с Коксом взглядом, тот все понял.
Гриссому бросили канат, астронавт немедленно себя обмотал и завязал узел. Пока его подтаскивали, скафандр продолжал набирать воду и раздуваться. Гриссом плавал всего четыре или пять минут, «но мне это показалось вечностью», — признался он позже.
Первый вертолёт, отлетевший от Гриссома на какое-то расстояние, изо всех сил пытался приподнять космический корабль над водой, чтобы вода начала выливаться из капсулы. В какой-то момент космический корабль почти полностью показался над водой, но как очень тяжёлый якорь держал вертолёт, тот не мог перемещаться. Заполненный водой «Колокол Свободы 7» весил более 2 300 кг, что на 450 кг больше его грузоподъёмности. Пилот перерубил трос, космический корабль стремительно утонул. Мартин Бирнс, представитель авиакомпании, предложил пометить это место с тем, чтобы поднять космический корабль позже. Контр-адмирал Дж. Э. Кларк сообщил Бирнсу, что в этом районе глубина составляла приблизительно 5,1 км.

## Расследование

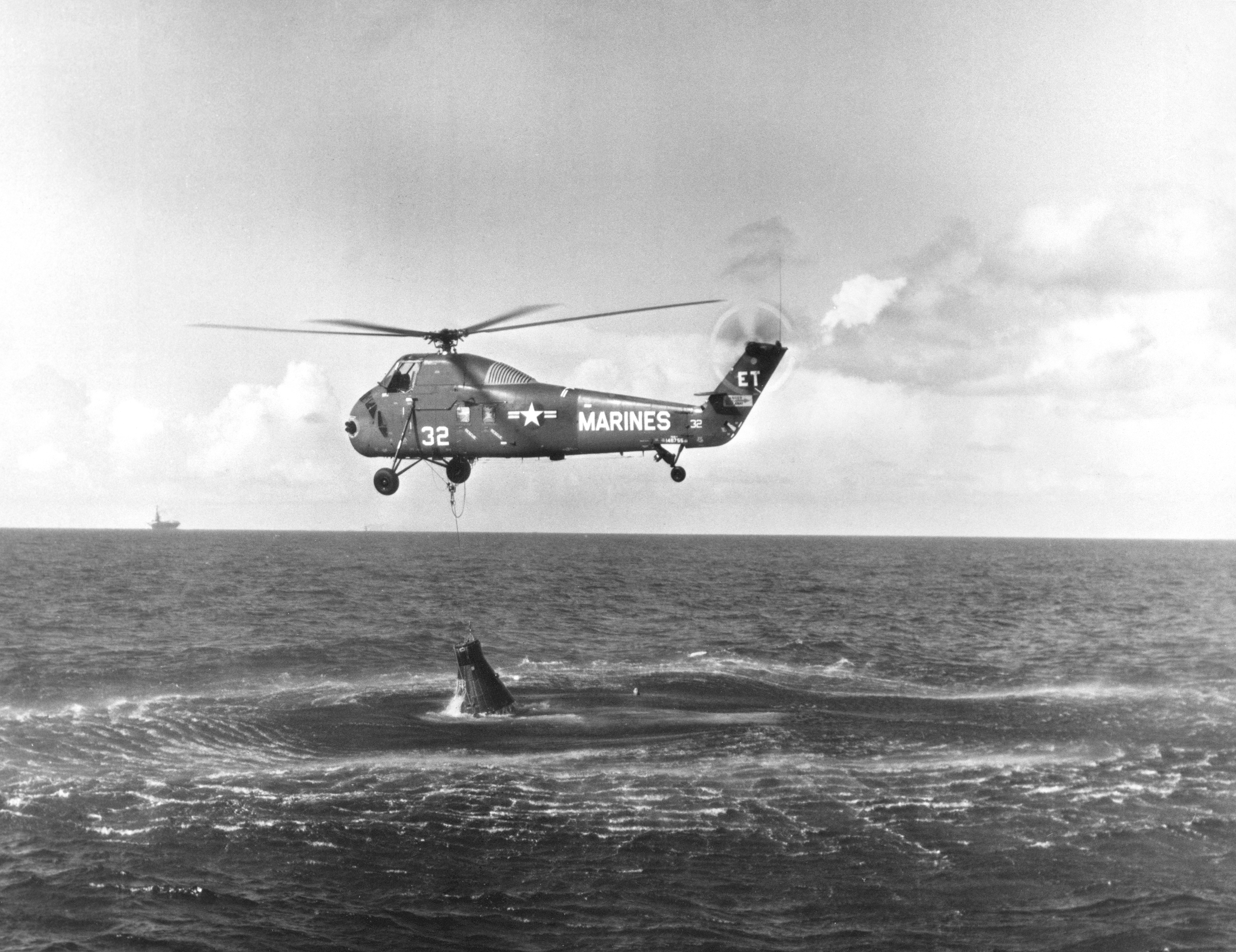
Меркурий-Редстоун-4 в «полёте».

Гриссом заявил, что люк отстрелился преждевременно, без его действий. Технические эксперты полагали, что это маловероятно. Последующий независимый технический разбор инцидента поставил под сомнение теорию о том, что Гриссом виновен в отстреле люка и ответственен за потерю космического корабля.
Во время полёта корабля «Сигма 7» астронавт Уолтер Ширра преднамеренно вручную инициировал отстрел люка, когда его космический корабль уже был на палубе судна. Как оказалось, Ширра сильно повредил правую руку спусковым механизмом. Гриссом был непострадавшим, когда он вышел из космического корабля, как зарегистрировано его послеполётным медосмотром. Это говорит в пользу того, что он не нажимал на спусковой механизм, так как в этом случае он, наверняка, поранился бы ещё больше, чем при намеренной активации.
Несколько лет спустя, во время интервью 12 апреля 1965 года, Гриссом предположил, что люк мог отстрелиться из-за высвободившегося внешнего вытяжного шнура выпуска. На «Колоколе Свободы 7», внешний вытяжной шнур выпуска крепился только одним винтом. В последующих полётах это было сделано лучше. Такой вариант был принят Guenter Wendt, «Pad Fuehrer» для самых ранних американских пилотируемых космических полётов.
По злой иронии неспособность быстро открыть люк привела к смерти Вирджила Гриссома, как и Эда Уайта и Роджера Чаффи, в Аполлон-1 в огне на стартовой площадке. Использование «взрывающегося люка» было отклонено после исследования инженеров — взрывчатая система выхода из космического корабля могла внезапно сработать без активации астронавтом. После пожара на Аполлон-1 все космические корабли серии «Аполлон» были оборудованы быстродействующими системами.

## Подъём на поверхность

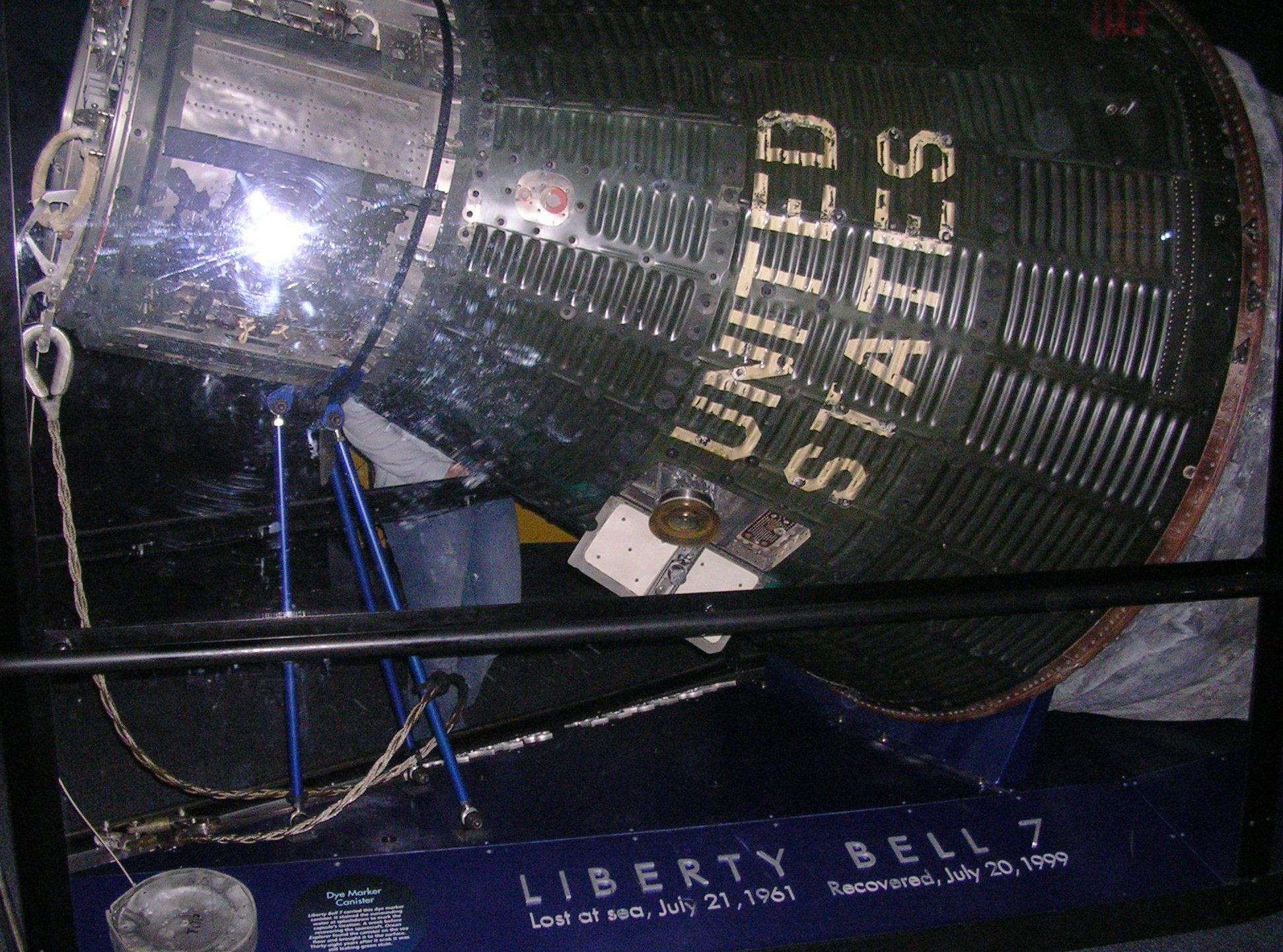
Меркурий-Редстоун-4 в музее.

20 июля 1999 года, в 30-ю годовщину прилунения Аполлон-11 и в 38-ю годовщину полёта Меркурий-Редстоун-4, «Oceaneering International, Inc.» подняла космический корабль «Колокол Свободы 7» со дна Атлантического океана на палубу поискового судна. Командиром был Курт Ньюпорт и финансировалась каналом Discovery. Космический корабль был найден после 14-летнего усилия Ньюпорта на глубине почти 4,6 км, в 560 км к востоку-юго-востоку от мыса Канаверал и был в удивительно хорошем состоянии. Некоторые внутренние алюминиевые элементы были изъедены коррозией, но некоторые части — ткани, включая личный парашют Гриссома, были неповреждены. Подъём не ответил на вопросы, почему сработали пиропатроны отстреленного люка. У команды поиска заканчивалось время и они не могли искать сам люк. Камера, работающая во время полёта, была разобрана, но плёнка была разрушена морской водой.
После того, как «Колокол Свободы 7» был поднят на палубу судна «Океанский Проект», эксперты удалили взрывное устройство (бомба SOFAR), которое могло взорваться. Космический корабль был помещён в контейнер с морской водой, чтобы предотвратить дальнейшую коррозию. «Cansas Cosmosphere» и Космический центр отреставрировали космический корабль и выставили его для национального обозрения 15 сентября 2006 года. Космический корабль потом был возвращён в «Cosmosphere», где он экспонируется. «Колокол Свободы 7» является единственным американским космическим кораблём, который принадлежит музею, кроме Национального музея авиации и космонавтики.

## Название корабля
Алан Шепард дал своему кораблю Меркурий-Редстоун-3 название Freedom 7. Начиная с него другие астронавты проекта «Меркурий» стали самостоятельно давать своим кораблям «личные имена», добавляя в конце число 7, в качестве признания командной работы со своими коллегами-астронавтами из Первой семёрки.

## Имена кораблей
| Корабль               | Астронавт           | Имя            |
| «Меркурий-Редстоун-3» | Алан Шепард         | Freedom 7      |
| «Меркурий-Редстоун-4» | Вирджил Гриссом     | Liberty Bell 7 |
| «Меркурий-Атлас-6»    | Джон Гленн          | Friendship 7   |
| «Меркурий-Атлас-7»    | Малькольм Карпентер | Aurora 7       |
| «Меркурий-Атлас-8»    | Уолтер Ширра        | Sigma 7        |
| «Меркурий-Атлас-9»    | Гордон Купер        | Faith 7        |

## Дополнительно
- Launch of Mercury-Redstone-4(видео)